# Timothy Childs
Timothy Childs (* 1785 in Pittsfield, Massachusetts; † 25. November 1847 auf See) war ein US-amerikanischer Politiker. Zwischen 1829 und 1831, zwischen 1835 und 1839 sowie zwischen 1841 und 1843 vertrat er den Bundesstaat New York im US-Repräsentantenhaus.

## Werdegang
Timothy Childs wurde ungefähr zwei Jahre nach dem Ende des Unabhängigkeitskrieges im Berkshire County geboren. Die Familie zog nach Rochester. 1811 graduierte er am Williams College im Williamstown. Er studierte Jura. Seine Studienzeit war vom Britisch-Amerikanischen Krieg überschattet. Nach dem Erhalt seiner Zulassung als Anwalt begann er in Rochester zu praktizieren. Zwischen 1821 und 1831 war er Staatsanwalt (prosecuting attorney) im Monroe County. Er saß 1828 und 1833 in der New York State Assembly. Politisch gehörte er zu jener Zeit der Anti-Masonic Party an.
Bei den Kongresswahlen des Jahres 1828 für den 21. Kongress wurde Childs im 27. Wahlbezirk von New York in das US-Repräsentantenhaus in Washington, D.C. gewählt, wo er am 4. März 1829 die Nachfolge von Daniel D. Barnard antrat. Er schied nach dem 3. März 1831 aus dem Kongress aus. 
Nach seiner Kongresszeit praktizierte er wieder als Anwalt.
1834 kandidierte er im 28. Wahlbezirk von New York für den 24. Kongress. Nach einer erfolgreichen Wahl trat er am 4. März 1835 die Nachfolge von Frederick Whittlesey an. In der Folgezeit trat er der Whig Party bei. Bei den Kongresswahlen des Jahres 1836 wurde er in den 25. Kongress gewählt. Er schied nach dem 3. März 1839 aus dem Kongress aus. Im 25. Kongress hatte er den Vorsitz im Committee on Expenditures im Post Office Department. 1840 kandidierte er für den 27. Kongress. Nach einer erfolgreichen Wahl trat er am 4. März 1841 die Nachfolge von Thomas Kempshall an. Childs schied nach dem 3. März 1843 aus dem Kongress aus.
Er verstarb am 25. November 1847 auf See. Zu jenem Zeitpunkt tobte der Mexikanisch-Amerikanische Krieg. Sein Leichnam wurde auf dem gleichnamigen Friedhof in Pittsfield beigesetzt.